# Heriades langenburgicus
Heriades langenburgicus är en biart som beskrevs av Embrik Strand 1911. Heriades langenburgicus ingår i släktet väggbin, och familjen buksamlarbin. Inga underarter finns listade i Catalogue of Life.